# Coppa Italia 2022-2023 (pallanuoto maschile)
La Coppa Italia 2022-2023 di pallanuoto maschile è stata la 31ª edizione del trofeo. Suddivisa in due fasi, i primi incontri si sono disputati l'8 e il 9 ottobre del 2022, mentre la final eight si è disputata dal 24 al 26 febbraio 2023.

## Prima fase
La prima fase prevede la suddivisione delle 14 squadre di Serie A1 in quattro gironi (due da 3 squadre e due da 4) ciascuno da disputarsi in sedi uniche prestabilite. Le prime due classificate di ogni girone si qualificano alla final eight in calendario dal 24 al 26 febbraio 2023.

### Gironi
| Gruppo A                             |
| sede: Napoli Piscina Felice Scandone |
| AN Brescia                           |
| Posillipo                            |
| Salerno                              |

| Gruppo B                                |
| sede: Genova Stadio del Nuoto di Albaro |
| Pro Recco                               |
| Quinto                                  |
| Catania                                 |
| Bogliasco                               |

| Gruppo C                           |
| sede: Bologna Piscina Carmen Longo |
| Savona                             |
| Telimar Palermo                    |
| De Akker Team                      |
| Anzio                              |

| Gruppo D                       |
| sede: Siracusa Piscina Scuderi |
| Ortigia                        |
| Trieste                        |
| Distretti Ecologici            |

### Gruppo A
Qualificate:
- AN Brescia come prima.
- Posillipo come seconda.

### Gruppo B
Qualificate:
- Pro Recco come prima.
- Quinto come seconda.

### Gruppo C
Qualificate:
- Savona come prima.
- Telimar Palermo come seconda.

### Gruppo D
Qualificate:
- Ortigia come prima.
- Trieste come seconda.

## Seconda fase

### Final Eight[2]
| Genova 24 febbraio 2023, ore 15:00 | Ortigia       | 15 – 11 (4-2;2-3;5-3;4-3) referto | Posillipo | Piscine di Albaro (200 spett.)\| Arbitri: \| Bianco Rovida \| |
| Arbitri:                           | Bianco Rovida |                                   |           |                                                               |

| Genova 24 febbraio 2023, ore 17:00 | Pro Recco         | 18 – 5 (6-2;2-1;6-1;4-1) referto | Telimar Palermo | Piscine di Albaro (200 spett.)\| Arbitri: \| Ricciotti Calabrò \| |
| Arbitri:                           | Ricciotti Calabrò |                                  |                 |                                                                   |

| Genova 24 febbraio 2023, ore 19:00 | Savona         | 11 – 4 (2-2;3-1;2-0;4-1) referto | Quinto | Piscine di Albaro (200 spett.)\| Arbitri: \| Schiavo Severo \| |
| Arbitri:                           | Schiavo Severo |                                  |        |                                                                |

| Genova 24 febbraio 2023, ore 21:00 | AN Brescia         | 12 – 8 (4-3;1-1;3-2;4-2) referto | Trieste | Piscine di Albaro (200 spett.)\| Arbitri: \| Colombo Petronilli \| |
| Arbitri:                           | Colombo Petronilli |                                  |         |                                                                    |

### Semifinali 1-4 posto[3]
| Genova 25 febbraio 2023, ore 19:00 | Pro Recco           | 12 – 6 (4-1;4-1;2-3;2-1) referto | Savona | Piscine di Albaro (300 spett.)\| Arbitri: \| Frauenfelder Bianco \| |
| Arbitri:                           | Frauenfelder Bianco |                                  |        |                                                                     |

| Genova 25 febbraio 2023, ore 21:00 | AN Brescia | 6 – 7 (2-3;0-1;2-2;2-1) referto | Ortigia | Piscine di Albaro (400 spett.)\| Arbitro: \| Ricciotti \| |
| Arbitro:                           | Ricciotti  |                                 |         |                                                           |

### Semifinali 5-8 posto[3]
| Genova 25 febbraio 2023, ore 15:00 | Trieste        | 11 – 9 (4-1;2-3;2-2;3-3) referto | Posillipo | Piscine di Albaro (400 spett.)\| Arbitri: \| Rovida Navarra \| |
| Arbitri:                           | Rovida Navarra |                                  |           |                                                                |

| Genova 25 febbraio 2023, ore 17:00 | Telimar Palermo | 11 – 13 (3-1;1-2;3-2;1-3) referto | Quinto | Piscine di Albaro (400 spett.)\| Arbitri: \| Colombo Calabrò \| |
| Arbitri:                           | Colombo Calabrò |                                   |        |                                                                 |

### Finale 7º posto[4]
| Genova 26 febbraio 2023, ore 10:00 | Posillipo            | 12 – 8 (1-0;3-3;4-2;4-3) referto | Telimar Palermo | Piscine di Albaro (100 spett.)\| Arbitri: \| Ricciotti Petronilli \| |
| Arbitri:                           | Ricciotti Petronilli |                                  |                 |                                                                      |

### Finale 5º posto[5]
| Genova 26 febbraio 2023, ore 12:00 | Trieste        | 10 – 5 (5-2,1-2;1-0;3-1) referto | Quinto | Piscine di Albaro (200 spett.)\| Arbitri: \| Bianco Schiavo \| |
| Arbitri:                           | Bianco Schiavo |                                  |        |                                                                |

### Finale 3º posto[6]
| Genova 26 febbraio 2023, ore 14:00 | Savona          | 8 – 14 (1-1;2-5;3-5;2-3) referto | AN Brescia | Piscine di Albaro (400 spett.)\| Arbitri: \| Colombo Navarra \| |
| Arbitri:                           | Colombo Navarra |                                  |            |                                                                 |

### Finale[7]
| Genova 26 febbraio 2023, ore 16:00 | Pro Recco           | 12 – 8 (3-1;3-2;2-4;4-1) referto | Ortigia | Piscine di Albaro (600 spett.)\| Arbitri: \| Severo Frauenfelder \| |
| Arbitri:                           | Severo Frauenfelder |                                  |         |                                                                     |